# علي أحمد سالم
علي أحمد سالم هو ممثل ليبي من مواليد الإسكندرية 1945م، جسد شخصية مؤذن النبي محمد -صلى الله عليه وسلم- ، بلال الحبشي في فيلم الرسالة النسخة العربية، حاز شهرته من دوره في فيلم الرسالة الذي انتج سنة 1976 بنسختين إنكليزية كان بطلها انتوني كوين والنسخة العربية بطلها عبد الله غيث، والفيلم مولته الحكومة الليبية برعاية الرئيس الليبي معمر القذافي. شارك في فيلم أسد الصحراء كمساعد مخرج.

## حياته العملية
عمل مذيعا في الإذاعة المسموعة ثم قارئا للأخبار في التلفزيون الليبي، كما شارك في عدد من الأعمال، منها: «محكمة الشعراء» (مسلسل تلفزيوني كوميدي)، و«رحلة إلى» (وثائقي من إعداده وتقديمه)، و«معكم في اللغة والأدب» من تقديمه وإخراجه، و«رياض عربية». كما عمل مساعد مخرج في فيلم «أسد الصحراء.. عمر المختار»، وساهم في تقديم دورات وورش عمل مدربا للنطق السليم باللغة العربية.

## من أعماله

### المسلسلات التلفزية
| السنة | المسلسل    | الكاتب        | المخرج       | مشاركة |
| ----- | ---------- | ------------- | ------------ | --- |
| 2004  | الهجيج     | باسط الباردة  | عياد ميكائيل | سعد الجازوي - إبراهيم منصور - فضيل بوعجيلة - أحمد موسى - خالد بريك                                                |
| 2007  | جمر السنين | مصطفى السعيطي | فائز دعبيس   | سعد الجازوي - فتحى بدر - نعيمة بوزيد - طارق الشيخي - سليمان اللواطى - داوود جلاجل - فضيل بوعجيلة - نجلاء عبد الله |

### الأعمال السينمائية
| السنة | الفيلم           | الكاتب                                                                                  | المخرج            | مشاركة                                                                                        |
| ----- | ---------------- | --------------------------------------------------------------------------------------- | ----------------- | --------------------------------------------------------------------------------------------- |
| 1976  | الرسالة          | عبد الحميد جودة السحار - توفيق الحكيم - عبد الرحمن الشرقاوي - محمد على ماهر - هاري كريج | مصطفى العقاد      | عبد الله غيث - منى واصف - أحمد مرعي - محمد العربي - محمود سعيد - حسن الجندي - حمدي غيث        |
| 1977  | أين تخبئون الشمس | صبري موسى                                                                               | عبد الله المصباحي | نادية لطفي - عادل أدهم - نور الشريف - محمود المليجي - عبد الوهاب الدوكالي - عبد الهادي بلخياط |

### أخرى
- 2024: «روح الجزائر» مسرحية الملحمية من إخراج أحمد رزاق.[3]

## تكريمه
كرمه مجلس وزراء الإعلام العرب في القاهرة في يوليو 2017.

## وصلات
- علي أحمد سالم على موقع IMDb (الإنجليزية)
- علي أحمد سالم على موقع قاعدة بيانات الأفلام العربية